# Pangaea Ultima

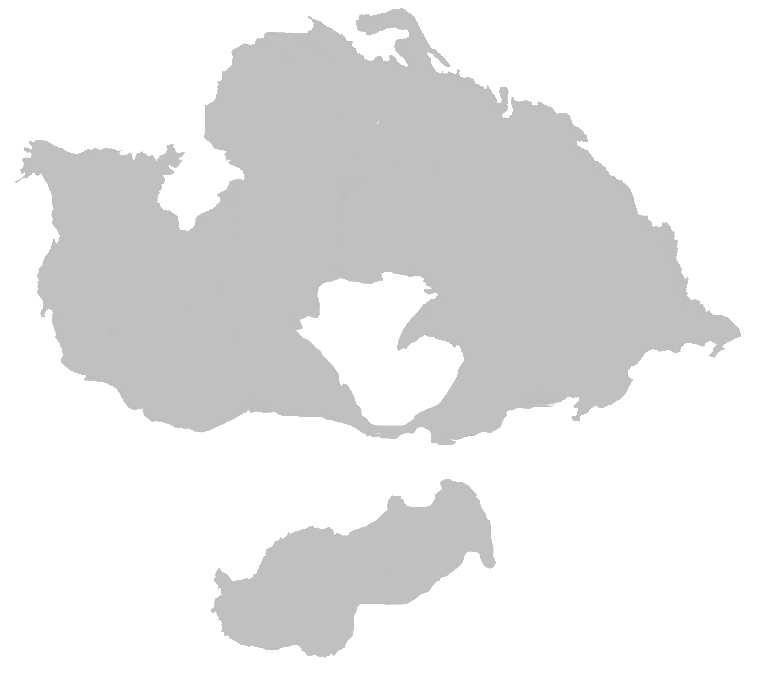
Một số liệu gần đúng về Pangea Proxima theo mô hình ban đầu trên trang web của Dự án Paleomap

Pangea Ultima (còn được gọi là Pangea Proxima, Neopangaea và Pangea II) là một cấu hình siêu lục địa trong tương lai có thể. Phù hợp với chu kỳ siêu lục địa, Pangea Ultima có thể xảy ra trong vòng 100 triệu đến 200 triệu năm tới. Cấu hình tiềm năng này, được đưa ra giả thuyết bởi Christopher Scotese, đã có được tên của nó từ sự tương đồng với siêu lục địa Pangea trước đây. Scotese sau đó đã đổi Pangea Ultima (Pangea cuối cùng) thành Pangea Proxima (Pangea tiếp theo) để làm giảm bớt sự nhầm lẫn về cái tên Pangea Ultima có thể ám chỉ rằng nó sẽ là siêu lục địa cuối cùng. Khái niệm này dựa trên việc kiểm tra các chu kỳ hình thành và phá vỡ các siêu lục địa trong quá khứ, chứ không dựa trên sự hiểu biết hiện tại về các cơ chế thay đổi kiến tạo, vốn quá thiếu chính xác để dự đoán tương lai. "Đó là tất cả khá nhiều tưởng tượng để bắt đầu," Scotese đã nói. "Nhưng đó là một bài tập thú vị để suy nghĩ về những gì có thể xảy ra. Và bạn chỉ có thể làm điều đó nếu bạn có một ý tưởng thực sự rõ ràng về lý do tại sao mọi thứ xảy ra ngay từ đầu".
Các siêu lục địa mô tả sự hợp nhất của tất cả, hoặc gần như tất cả, vùng đất của Trái Đất vào một lục địa tiếp giáp duy nhất. Trong kịch bản Pangea Ultima, việc hút chìm ở phía tây Đại Tây Dương, phía đông châu Mỹ, dẫn đến sự chìm xuống của sườn núi giữa Đại Tây Dương, sau đó là hút chìm phá hủy lưu vực Đại Tây Dương và Ấn Độ, khiến Đại Tây Dương và Ấn Độ Dương đóng cửa, đưa châu Mỹ trở lại cùng với Châu Phi và Châu Âu. Như với hầu hết các siêu lục địa, nội địa của Pangea Proxima có lẽ sẽ trở thành một sa mạc nửa khô cằn dễ bị nhiệt độ khắc nghiệt.